# Jeff Goode
Jeff Goode jest amerykańskim scenarzystą filmów i dramatopisarzem. Jest on autorem programów dla dorosłych, młodzieży i dzieci. Wykreował on takie produkcje jak "MTV's Undressed", "Amerykański smok Jake Long" czy sztukę teatralną "Poona the Fuckdog".Jego programy: "Dracula Rides Again", "Larry and the Werewolf", "Marley's Ghost" i "Seven Santas" emitowane są przez Broadway Play Publishing Inc.

## Dzieła
- The Elf, Iowa City, Iowa Playwrights Workshop, 1987.
- Escape From Eldorado, (Jeff Goode & Jonathan Price) Bar Harbor, The Unusual Cabaret, 1990.
- Rumpelstiltskin, (Jeff Goode & Jonathan Price) Bar Harbor, The Unusual Cabaret, 1990.
- Dead Poets, (Jeff Goode & Jonathan Price) Bar Harbor, The Unusual Cabaret, 1990.
- Who Killed Cock Robin, (Jeff Goode & Jonathan Price) Bar Harbor, The Unusual Cabaret, 1991.
- Narcissus & Echo, (Jeff Goode & Larrance Fingerhut) Bar Harbor, The Unusual Cabaret, 1992.
- Ubu: a play for children, Southwest Harbor, Summer Festival of the Arts, 1994.
- Ring Cycle! the Musical, (Jeff Goode & Larrance Fingerhut) Bar Harbor, The Unusual Cabaret, 1994.
- The Eight: Reindeer Monologues, Chicago, Dolphinback Theatre Company; Washington DC, Source Theatre Company; Iowa City, Midwest Center for Developing Artists; Nowy Jork, adobe theatre company; Los Angeles, Hudson Theatres; Madison, Brave Hearts Theatre, 1994.
- Ubu in America, Southwest Harbor, Summer Festival of the Arts, 1995.
- Elephans, (Jeff Goode & Larrance Fingerhut) Southwest Harbor, Summer Festival of the Arts, 1995.
- Dick Piston: Larry and the Werewolf, odcinki 1-3, Chicago, Bailiwick Repertory, 1995; odcinki 4-21, Nowy Jork, adobe theatre company; Portland, Theatre Vertigo; Republican City, Theatre of the American West, 1998.
- Dracula Rides Again, Republican City, Theatre of the American West, 1995.
- Portrait of the Virgin Mary Feeding the Dinosaurs, Chicago, Organic Theatre Lab, 1996.
- Lesbian's Last Pizza, Des Moines, C'est Destine; Chicago, Bailiwick Repertory, 1996.
- Princess Gray and the Black/White Knight, Southwest Harbor, Summer Festival of the Arts, 1996.
- In Real Life, (Jeff Goode & Larrance Fingerhut) Southwest Harbor, Summer Festival of the Arts, 1996.
- Where's Ubu?, Southwest Harbor, Summer Festival of the Arts; Boston, Wang Center for the Performing Arts, 1997.
- Poona the Fuckdog and other plays for children, Chicago, Trap Door Theatre; Seattle, Open Circle Theatre; Nowy Jork, adobe theatre company; Las Vegas, Our Backs to the Wall Players, 1999.
- Dick Piston: Prague-nosis!, Fort Myers, Theatre Conspiracy, 2001.
- The UnXmas Story, Chicago, C'est Destine, 2001.
- Anger Box, Washington DC, Cherry Red Productions; Tucson, Green Thursday Theatre Project; Boston, TheatreZone, 2003.
- Marley's Ghost, Los Angeles, Circle X Theatre Company; Columbus, Rogue Theatrics, 2003.
- Romeo & Julius [Caesar], (nowa sztuka Williama Shakespeare & Jeffa Goode'a) Washington DC, Washington Shakespeare Company, 2004.
- Your Swash Is Unbuckled, Iowa City, Rage Theatrics, 2007.
- Dick Piston: Murder By Midnight, New York, Reality Aside Theatre Company, 2007.
- Love Loves a Pornographer, Los Angeles, Circle X Theatre Company, 2007.
- Seven Santas, Chicago, Bailiwick Repertory Theatre; Minneapolis, Ensemble Productions; Los Angeles, Open Fist Theatre Company; Chico, Chico Cabaret; Huntsville, Renaissance Theatre, 2007